# Scomigo
Scomigo is een plaats (frazione) in de Italiaanse gemeente Conegliano.